# France Football
«France Football» — бітижневий (виходить у вівторок і п'ятницю) французький журнал. Засновник кількох премій, зокрема «Золотого м'яча» (1956), найкращому футболісту французькому (щорічно з 1959) і нагороду «Французький тренер року» (з 1970).

## Головні трофеї, засновані «France Football»

### Золотий м'яч
Нагорода заснована головним редактором «France Football» Габріелем Ано, який попросив своїх колег проголосувати за найкращого гравця року в Європі 1956 року. Першим володарем призу став Стенлі Метьюз із «Блекпула».
Золотий м'яч (фр. Ballon d'Or) — нагорода найкращому футболістові Європи, з 2007 року — найкращому футболістові світу. До 1995 року нагороду давали тільки європейцям, після 1995 отримати приз міг будь-який гравець європейського клубу. У 2007 році серед 50 кандидатів вперше з'явилися представники з-поза європейських клубів.

### Французький гравець року
Кожного року журнал обирає найкращого французького гравця року. 
До 1995 року цю нагороду могли виграти лише ті футболісти, що виступають у Франції, з 1996 року це обмеження знято. З 2001 року колишні переможці обирають гравця року.
| Рік  | Гравець           | Клуб            |
| ---- | ----------------- | --------------- |
| 1958 | Моріс Лафон       | Нім Олімпік     |
| 1959 | Жуль Сброглія     | Анже            |
| 1960 | Раймон Копа       | Реймс           |
| 1961 | Хенан Маї         | Ренн            |
| 1962 | Андре Лерон       | Стад Франсе     |
| 1963 | Івон Дуї          | Монако          |
| 1964 | Марсель Артелеса  | Монако          |
| 1965 | Філіп Гонде       | Нант            |
| 1966 | Філіп Гонде       | Нант            |
| 1967 | Бернар Боск'є     | Сент-Етьєн      |
| 1968 | Бернар Боск'є     | Сент-Етьєн      |
| 1969 | Ерве Ревеллі      | Сент-Етьєн      |
| 1970 | Жорж Карню        | Сент-Етьєн      |
| 1971 | Жорж Карню        | Сент-Етьєн      |
| 1972 | Маріу Трезор      | Аяччо           |
| 1973 | Жорж Берета       | Сент-Етьєн      |
| 1974 | Жорж Берета       | Сент-Етьєн      |
| 1975 | Жан-Марк Гію      | Анже            |
| 1976 | Мішель Платіні    | Нансі           |
| 1977 | Мішель Платіні    | Нансі           |
| 1978 | Жан Петі          | Монако          |
| 1979 | Максим Боссі      | Нант            |
| 1980 | Жан-Франсуа Ларьо | Сент-Етьєн      |
| 1981 | Максим Боссі      | Нант            |
| 1982 | Ален Жирес        | Бордо           |
| 1983 | Ален Жирес        | Бордо           |
| 1984 | Жан Тігана        | Бордо           |
| 1985 | Луїс Фернандес    | Парі Сен-Жермен |
| 1986 | Мануель Аморос    | Монако          |
| 1987 | Ален Жирес        | Марсель         |
| 1988 | Стефан Пай        | Сошо            |
| 1989 | Жан-П'єр Папен    | Марсель         |
| 1990 | Лоран Блан        | Монпельє        |

| Рік  | Гравець         | Клуб            |
| ---- | --------------- | --------------- |
| 1991 | Жан-П'єр Папен  | Марсель         |
| 1992 | Ален Рош        | Осер            |
| 1993 | Давід Жинола    | Парі Сен-Жермен |
| 1994 | Бернар Лама     | Парі Сен-Жермен |
| 1995 | Венсан Герен    | Парі Сен-Жермен |
| 1996 | Дідьє Дешам     | Ювентус         |
| 1997 | Ліліан Тюрам    | Парма           |
| 1998 | Зінедін Зідан   | Ювентус         |
| 1999 | Сільвен Вільтор | Бордо           |
| 2000 | Тьєррі Анрі     | Арсенал         |
| 2001 | Патрік Вієйра   | Арсенал         |
| 2002 | Зінедін Зідан   | Реал Мадрид     |
| 2003 | Тьєррі Анрі     | Арсенал         |
| 2004 | Тьєррі Анрі     | Арсенал         |
| 2005 | Тьєррі Анрі     | Арсенал         |
| 2006 | Тьєррі Анрі     | Арсенал         |
| 2007 | Франк Рібері    | Марсель         |
| 2008 | Франк Рібері    | Баварія         |
| 2009 | Йоан Ґуркюф     | Бордо           |
| 2010 | Самір Насрі     | Арсенал         |
| 2011 | Карім Бензема   | Реал Мадрид     |
| 2012 | Карім Бензема   | Реал Мадрид     |
| 2013 | Франк Рібері    | Баварія         |
| 2014 | Карім Бензема   | Реал Мадрид     |
| 2015 | Блез Матюїді    | Парі Сен-Жермен |
| 2016 | Антуан Грізманн | Атлетіко        |
| 2017 | Н'Голо Канте    | Челсі           |
| 2018 | Кіліан Мбаппе   | Парі Сен-Жермен |
| 2019 | Кіліан Мбаппе   | Парі Сен-Жермен |
| 2021 | Карім Бензема   | Реал Мадрид     |

### Тренер року
Кожен рік магазин обирає найкращого французького тренера року. У наш час[коли?] журі складається з колишніх лауреатів.
| - 1970: Альбер Бато - 1970: Маріо Зателлі - 1971: Кадер Фіро - 1971: Жан Пруфф - 1972: Жан Снелла - 1973: Робер Ербан - 1974: П'єр Каюзак - 1975: Жорж Уар - 1976: Робер Ербан - 1977: П'єр Каюзак - 1978: Жільбер Гре - 1979: Мішель Ле Міллінер | - 1980: Рене Усс - 1981: Еме Жаке - 1982: Мішель Ідальго - 1983: Мішель Ле Міллінер - 1984: Еме Жаке - 1985: Жан-Клод Сюодо - 1986: Гі Ру - 1987: Жан Фернандес - 1988: Гі Ру - 1989: Жерар Жілі - 1990: Генрік Касперчак - 1991: Даніель Жандюпо | - 1992: Жан-Клод Сюодо - 1993: Жан Фернандес - 1994: Жан-Клод Сюодо - 1995: Франсіс Смерекі - 1996: Гі Ру - 1997: Жан Тігана - 1998: Еме Жаке - 1999: Елі Буп - 2000: Алекс Дюпон - 2001: Вахід Халілходжич - 2002: Жак Сантіні - 2003: Дідьє Дешам | - 2004: Поль Ле Гуен - 2005: Клод Пюель - 2006: Пабло Корреа - 2007: Пабло Корреа - 2008: Арсен Венгер - 2009: Лоран Блан - 2010: Дідьє Дешам - 2011: Руді Гарсія - 2012: Рене Жирар - 2013: Руді Гарсія - 2014: Руді Гарсія - 2015: Лоран Блан | - 2016: Зінедін Зідан - 2017: Зінедін Зідан - 2018: Дідьє Дешам - 2019: Крістоф Галтьє - 2020: Не присуджується через пандемію COVID-19 - 2021: Крістоф Галтьє |

## Галерея

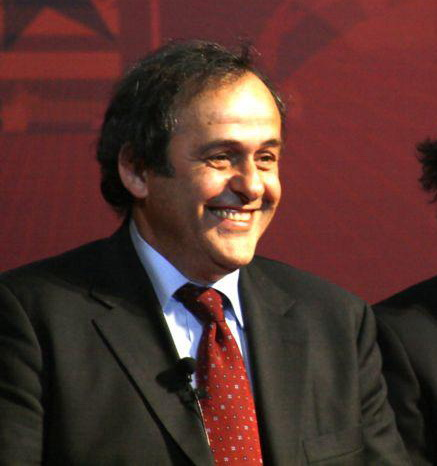
Мішель Платіні ставав найкращим футболістом двічі поспіль (1976, 1977)
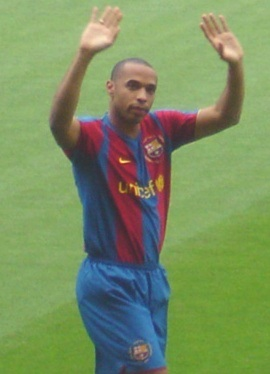
Тьєррі Анрі ставав найкращим футболістом п'ять разів (2000, 2003-2006)
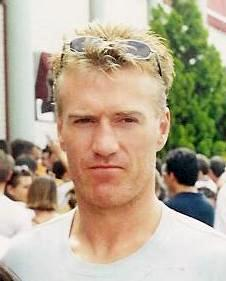
Дідьє Дешам ставав найкращим гравцем (1996) і найкращим тренером (2003, 2010)